# Polipowatość młodzieńcza
Polipowatość młodzieńcza (ang. juvenile polyposis syndrome, JPS) – choroba dziedziczna, w której występują liczne polipy hamartomatyczne w jelicie grubym.

## Etiologia
Choroba dziedziczona autosomalnie dominująco. W 50% przypadków stwierdza się mutację genu MADH4 (SMAD4/DPC4) w locus 18q21 lub BMPR1A w locus 10q22. Szacowana zapadalność w populacji ogólnej wynosi 1:50000.

## Objawy i przebieg
Może wystąpić wgłobienie, biegunka, krwawienie, enteropatia z utratą białka.
Szacowane ryzyko rozwoju raka przewodu pokarmowego waha się od 9-68%, w tym ryzyko wystąpienia raka jelita grubego wynosi 10-38%, a raka żołądka 21%.

## Leczenie
Chirurgiczne – najczęściej subtotalne wycięcie okrężnicy z wykonaniem zespolenia krętniczo-odbytniczego.

## Profilaktyka
- Rak jelita grubego - kolonoskopia lub sigmoidoskopia z wlewem kontrastowym jelita grubego co roku, począwszy od 15.-18. roku życia lub nawet wcześniej, jeśli istnieją objawy ze strony przewodu pokarmowego. Po 35. roku życia odstępy pomiędzy badaniami można wydłużyć. Badania kontrolne powinny być prowadzone do 70. roku życia.
- Rak żołądka - gastroskopia co roku od 25. roku życia (łącznie z kolonoskopią).